# جانيت فيتش
جانيت فيتش (بالإنجليزية: Janet Fitch)‏ (9 نوفمبر 1955، لوس أنجلوس في الولايات المتحدة)؛ صحفية، كاتِبة، أستاذة جامعية وروائية أمريكية.

## روابط خارجية
- جانيت فيتش على موقع IMDb (الإنجليزية)
- جانيت فيتش على موقع ميوزك برينز (الإنجليزية)
- جانيت فيتش على موقع ديسكوغز (الإنجليزية)
- جانيت فيتش على موقع قاعدة بيانات الفيلم (الإنجليزية)